# TV 이와테

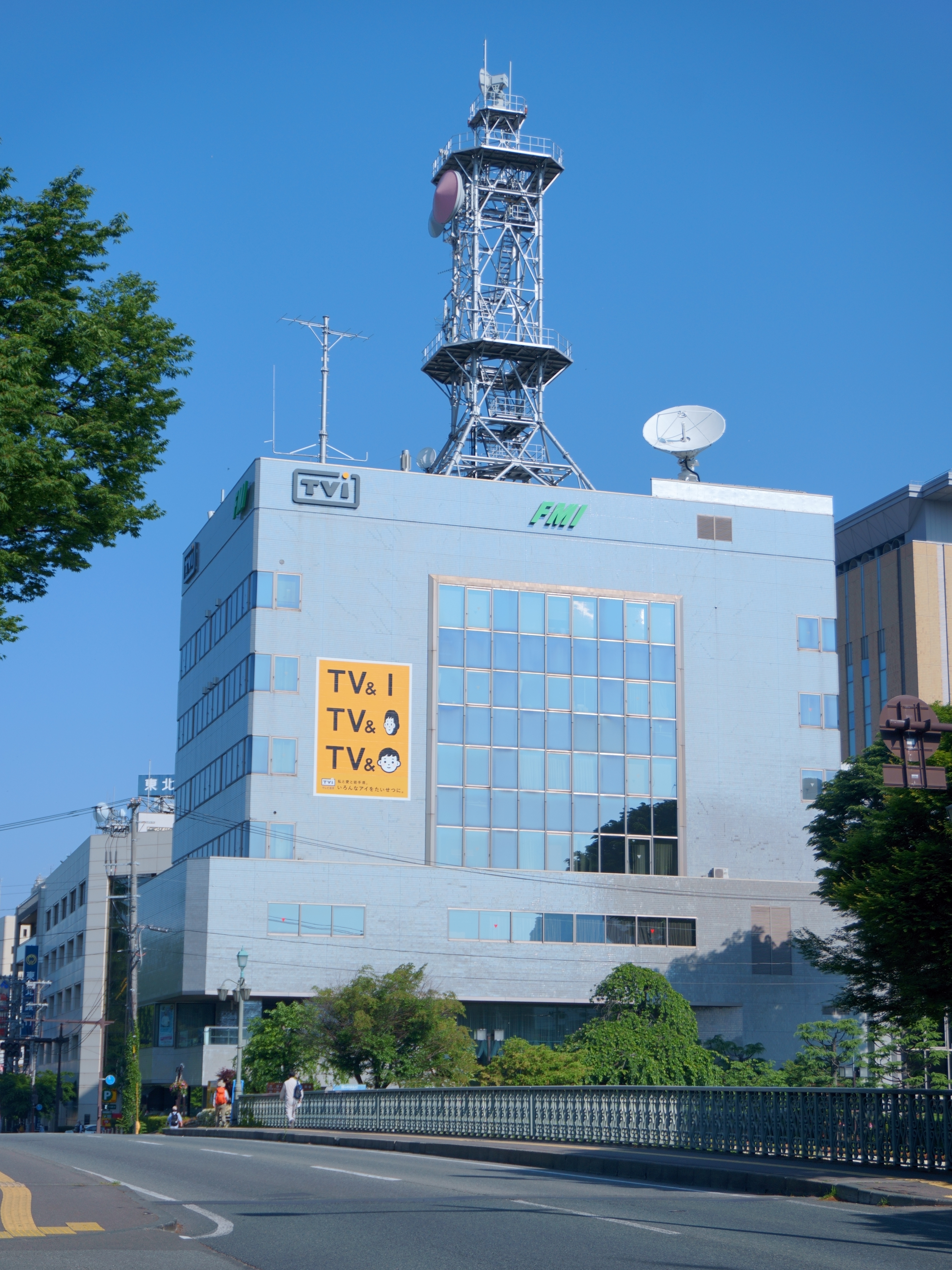
TV 이와테-FM 이와테 사옥

TV 이와테는 1969년 12월 1일 이와테현의 2번째 민영방송국으로 개국했으며 약칭은 TVI, 콜사인은 JOII-DTV이다.

## 연혁
- 1969년 1월 23일 「모리오카 텔레비전 방송」이란 이름으로 회사를 발족하고 같은해 현재의 회사명으로 개칭.
- 1969년 12월 1일 개국(아오모리 TV, 아키타 TV, 미에 TV 방송와 같은 날).
- 1980년 4월 1일 니혼TV 단독 가맹국으로 이행(완전가맹은 아님).
- 1980년 11월 1일 음성다중방송 개시.(IBC와 같은 날)
- 2006년 10월 1일 디지털 텔레비전 방송 개시.동시에 FM이와테가 TV 이와테 본사 7층으로 이전.
- 2012년 3월 31일 지상파 아날로그 텔레비전 본방송 종료.

## 네트워크 변천사
- 1969년 12월 1일 니혼TV·NET-TV의 크로스 네트워크 방송국으로서 개국하면서 뉴스 네트워크NNN에 가맹한다.개국 당시에는 이와테방송에서 일부 후지 TV 계열 제작프로그램이 이행되었지만 두 방송국 모두 FNN/FNS에는 가맹하지 않았다.
- 1970년 1월 1일 이 날 발족한 ANN에 가맹하면서 정식으로 니혼TV·NET-TV와의 크로스넷 방송국이 된다.
- 1972년 이 해 발족한 NNS에 가맹하지만 크로스넷 관계는 유지된다.
- 1975년 3월 31일 간사이 지역 준 중심방송국 네트워크 교체에 따라 마이니치 방송 제작 프로그램이 중단되면서 아사히 방송 프로그램이 방송된다.
- 1980년 1월 TV아사히의 아침 와이드 프로그램 모닝 쇼의 동시연결을 중지했으며 이는 니혼TV 완전가맹국화의 신호탄으로 여겨졌다.
- 1980년 4월 1일 ANN을 탈퇴하고 니혼TV 완전가맹국이 된다.그 후에도 TV 아사히 계열국 제작 프로그램은 방송했지만 TV아사히가 제작한 프로그램은 거의 방송되지 않는 상황이 계속되었으며 TV아사히 프로그램은 1990년대에 들어서야 방송이 재개된다.이로 인해 후지 TV 계열 프로그램을 더 많이 방송하게 된다.
- 1991년 4월 1일 이와테 멘코이 TV 개국에 따라 후지 TV 프로그램 방송을 중단한다.
- 1996년 10월 1일 이와테 아사히 TV 개국에 따라 마지막까지 남아 있던 TV아사히 프로그램이 중단되면서 니혼TV 완전가맹국이 되었다.

## 보충서술
- 1980년 4월 1일까지 NET TV(현재의 TV 아사히)와 크로스넷 관계를 맺고 있었다.
- 설립 당시의 이름은 모리오카 TV 방송이었다.
- 이와테 멘코이 TV 개국 1년전부터 후지 TV 계열 프로그램이 일제히 중지되었으며 멘코이 TV 개국 직전에는 후지TV 프로그램이 거의 사라졌다고 한다.
- 다른 도호쿠 지방 니혼TV 계열 방송국과 비교해서 동시연결 프로그램수가 적다.
- 2000년 7월 당시 TVI가 방송하지 않고 있던 니혼TV의 프로그램을 방송하지 않으면 아이들을 죽이겠다는 협박문이 TVI 측에 전달되었으나 TVI는 그 프로그램이 끝날 때까지 그 프로그램을 한 번도 방송하지 않았으며 비슷한 시기 이와테 아사히 TV에도 이러한 협박문이 배달되었다고 한다.

## 이 회사 출신 인물
- 스즈키 나오시